# Ell
Ell er en kommune og et byområde i Luxembourg. Kommunen, som har et areal på 21,55 km², ligger i kantonen Redange i distriktet Diekirch. I 2005 havde kommunen 929 indbyggere. 
49°46′N 5°51′Ø / 49.767°N 5.850°Ø